# Alberto Baillères
Alberto Baillères González (Mexico-Stad, 22 augustus 1931 – aldaar, 2 februari 2022) was een Mexicaans ondernemer. Hij was de voorzitter van Grupo Bal en de op een na rijkste Mexicaan.
Baillères is de zoon van Raúl Baillères, ondernemer en oprichter van het Autonoom Technologisch Instituut van Mexico (ITAM), en studeerde economie aan de ITAM. In 1967 werd hij directeur-generaal van Cervecería Cuauhtémoc Moctezuma en El Palacio de Hierro.
Baillères stond 87e op de Forbes-lijst van rijkste personen ter wereld en was na Carlos Slim de rijkste Mexicaan.